# 川上祐
川上 祐（かわかみ ゆう、1985年5月29日 - ）は、日本の俳優。大阪府出身。身長175cm。血液型AB型。現在はフリーで活動している。

## 出演

### テレビドラマ
- アンナさんのおまめ（テレビ朝日、2006年10月）
- カーニバル（関西テレビ、2006年11月） - 原口聡 役
- プロポーズ大作戦（フジテレビ、2007年4月 - 6月）
- 花ざかりの君たちへ〜イケメン♂パラダイス〜（フジテレビ、2007年7月 - ） - 香里園源治 役
  - 卒業式&7と1/2話スペシャル（2008年10月12日）
- 初恋net.com〜忘れられない恋のうた〜 episode.2 ボクノスベテダッタノニ（朝日放送、2007年11月 - ）赤間裕介（少年時代） 役
- ドラマ30・京都へおこしやす!（毎日放送、2008年1月） - 片桐文雄 役
- ハンチョウ〜神南署安積班〜 第5話（TBS、2009年5月11日） - 山崎照夫 役
- 京都地検の女5シリーズ　第8話　（テレビ朝日　2009年06月）　門脇聡 役
- 連続テレビ小説ウェルかめ　第41回（第7週）（NHK　2009年11月）

### 映画
- ラフ ROUGH（東宝、2006年8月）
- 大奥～男女逆転～（松竹　2010年10月）
- 水面のあかり（2017年09月）
- おばはんドラゴン（2019年04月）
- かば（2021年7月24日、「かば」製作委員会）- 藤森 役[1]
- SUPER APARTMENT WIFE～奥様はゴーレム（2022年11月） - 長崎翔 役
- みちくさ～天国に一番遠い場所～(2023年7月） - ゆら 役

### CM
- ユニバーサル・スタジオ・ジャパン 『ハリウッド・ドリーム・ザ・ライド』（2007年）

### 教育ビデオ
- 法務省教育ビデオ『二つの道〜Multi-ending story〜』（2005年）宗岡琢磨 役